# Venturia desertorum
Venturia desertorum là một loài tò vò trong họ Ichneumonidae.